# King Features Syndicate

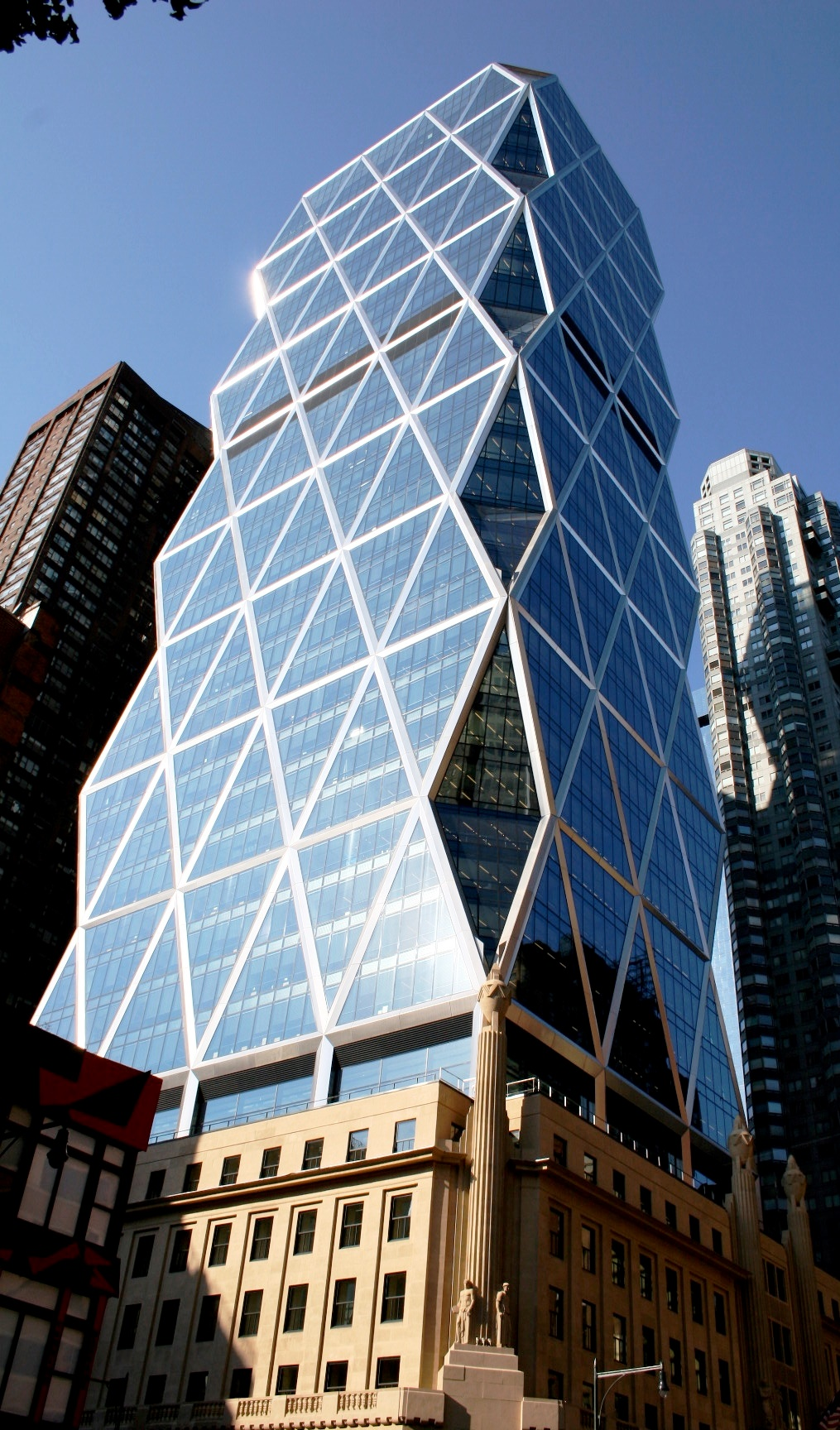
W budynku Hearst Tower w Nowym Jorku mieści się siedziba wydawnictwa

King Features Syndicate – amerykańskie wydawnictwo komiksów, w tym również paneli komiksowych a także producent kilku kreskówek i gier założone w 1915 roku.

## Historia
King Features Syndicate zostało ufundowane w 1915 roku przez Williama Randolpha Hearsta oraz Mosesa Koenigsberga. W 1978 roku Bill Yates został zatrudniony w spółce jako edytor komiksów. W 1988 roku Yates odszedł z firmy, po czym zmarł tego samego lata. Potem jego miejsce zajął Jay Kennedy.

## Wydane dzieła
King Features Syndicate wydało wiele komiksów, m.in. Mutts, Hazel, Betty Boop, Popeye i wiele innych. Produkowało również seriale animowane, jak np. Kota Feliksa, Betty Boop, Popeye’a, Popeye’a i Syna i inne.